# Henri Ughetto
Pour les articles homonymes, voir Ughetto.
Henri Ughetto ou Henry Ughetto est un artiste plasticien français né le 11/08/1941 à Lyon, décédé le 25/01/2011 à Bron

## Biographie
Il commence à peintre à 14 ans en 1955 et commence à exposer 2 ans plus tard,. En 1960, sa première exposition a lieu à la galerie Saint-Georges à Lyon, il est par la suite exposé à la galerie Le Jeune Parque, L’Œil Écoute, Le Lutrin, Poisson d'Or,. En 1963, il tombe malade, puis dans le coma, avant d'être déclaré faussement mort,. C'est à partir de là qu'il expose des sculptures et devient pleinement plasticien. Une rétrospective au musée des beaux-arts de Lyon a lieu en 1984. Sa première exposition à l'étranger a lieu en 1988 à Genève. À partir de 1993, il travaille en collaboration avec la galerie Antoine de Galbert à Grenoble, puis à partir de 2000, il travaille avec la galerie Alain Oudin. En 2003, une exposition sur lui a lieu au Musée de Roman. En 2007, Il débute à travailler avec la galerie Françoise Souchaud. Il meurt en 2011,.

## Style
Il utilise abondamment les mannequins notamment pour représenter la mort, et des gouttes de peinture rouge, qu'il comptait pour représenter le sang. Il utilise également les squelettes, des poupées, des œufs, légumes ou des saucisses factices, notamment pour représenter des formes phalliques,.

## Exemples d’œuvres
- Mannequin funéraire, Mannequin d’œufs et factices. 130 h. cm
- Ensemble de ventres découpés 1 000 000 gouttes (ou morceau de ventre découpé), 1970